# LAG3
LAG3 (англ. Lymphocyte-activation gene 3; CD223) — мембранный белок суперсемейства иммуноглобулинов, продукт гена человека LAG3. Белок LAG3 был открыт в 1990 году. Обладет многочисленными биологическими эффектами на функции T-лимфоцитов. LAG3 — рецептор иммунного чек-пойнта, поэтому является мишенью многих агентов, разрабатываемых фармацевтическими компаниями в качестве потенциальных лекарств против рака и аутоиммунных заболеваний. В виде свободной растворимой форме сам по себе является противораковым препаратом.

## Ген
Ген LAG3 содержит 8 экзонов. Нуклеотидная последовательность, организация экзонов и интронов и хромосомная локализация указывает на его близость с геном CD4. У человека ген LAG3 расположен вблизи CD4 на 12-й хромосоме (12p13) и на 20 % идентичен с последним

## Белок
Белок LAG3 принадлежит обширному суперсемейству иммуноглобулинов (Ig). Состоит из 503 аминокислот, содержит 4 внеклеточных иммуноглобулино-подобных домена, обозначаемых с D1 по D4. При описании белка в 1990 году у него было обнаружено ок. 70 % гомологии с белком LAG3 мыши. Белок человека также на 78 % гомологичен белку свиньи.

## Тканевая экспрессия
LAG3 экспрессирован на активированных T-клетках, естественных киллерах, B-лимфоцитах и плазмоцитоидных дендритных клетках.

## Функции
Основным лигандом для рецептора LAG3 является белок главного комплекса гистосовместимости класса II МНС-II, к которому рецептор обладает более высокой аффинностью, чем CD4. Белок отрицательно регулирует клеточную пролиферацию, активацию и гомеостаз T-клеток аналогично с CTLA-4 и PD-1. Играет роль в супрессивной активности регуляторных Т-клеток.
Другим независимым от системы MHC-II лигандом рецептора является печёночный белок FGL1.
LAG3 участвует в поддержании CD8+-T-клеток в толерогенном статусе и действует вместе с PD-1, помогая установить потерю CD8 во время хронической вирусной инфекции.
LAG3 также играет роль в созревании и активации дендритных клеток.

## В терапии
В клинической фармацевтике исопльзуются три подхода, связанных с рецептором LAG3:
- Свободная форма белка (IMP321)[21] используется как препарат, активирующий дендритные клетки[22].

- Антитела к LAG3 применяются для снятия инибирования («тормозов») противоракового иммунного ответа[8]. К таким антителам относится релатлимаб (relatlimab), моноклональное антитело к LAG3, проходящее клинические испытания[23]. Ряд аналогичных антител находится в стадии доклинической разработки[24]. LAG-3 может быть более эффективным чек-поинтом, чем CTLA-4 или PD-1, поскольку антитела к последним двум белкам способны только активировать T-хелперы, но не влияют на регуляторные Т-клетки, в то время как анти-LAG-3 антитела-антагонисты могут как активировать T-хелперы (за счёт блокирования ингибирующего сигнала на активированных LAG-3+ клетках), так и ингибировать индуцированную антиген-специфичную супрессивную активность регуляторных Т-клеток[25]. Кроме этого, комбинаторная терапия может включать антитела к LAG3 с антителами к CTLA-4 или PD-1[8][23].

- Антитела-агонисты к LAG3 могут применяться для блокировки иммунного ответа. К агентам, использующим этот подход, относится GSK2831781, проходящий клинические испытания для лечения аутоиммунного заболевания псориаза[26].